# Metylophorus purus
Metylophorus purus är en insektsart som först beskrevs av Walsh 1862.  Metylophorus purus ingår i släktet Metylophorus och familjen storstövsländor. Inga underarter finns listade i Catalogue of Life.